# Martina Lubyová
Martina Lubyová, née le 12 mai 1967 à Bratislava (Tchécoslovaquie) et morte le 20 novembre 2023[Où ?], est une économiste, statisticienne, juriste et femme politique slovaque. 
Elle est ministre de l'Éducation, de la Science, de la Recherche et des Sports entre 2017 et 2020.

## Biographie
Fille du physicien Štefan Luby (en), président de l'Académie slovaque des sciences de 1995 à 2009, Martina Lubyová fait des études à l'université Comenius de Bratislava, d'abord en biophysique, puis à partir de 1991 en droit et statistiques, matière dans laquelle elle obtient un doctorat en 1999. En 2002, elle obtient un second doctorat en économie préparé au CERGE-EI (en) de l'université Charles et à l'université d'économie de Bratislava.
À partir de 1995, elle travaille comme chercheuse à l'Académie slovaque des sciences. En 2000, elle s'installe à Moscou pour travailler pour l'Organisation internationale du travail.  En 2010, elle revient à l'Académie slovaque des sciences et enseigne également les statistiques à l'université d'économie de Bratislava.
Elle est nommée ministre de l'Éducation à l'occasion d'un remaniement du gouvernement Fico, le 11 septembre 2017, sur proposition du Parti national slovaque, auquel elle adhère en 2019.
Elle renonce à la politique en 2020, ce parti n'ayant plus de siège au parlement, et reprend un poste à l'Académie des sciences.
Elle meurt le 20 novembre 2023 « des suites d'une longue maladie ».